# Eilema croceicolor
Eilema croceicolor är en fjärilsart som beskrevs av De Toulgoët 1971. Eilema croceicolor ingår i släktet Eilema och familjen björnspinnare. Inga underarter finns listade i Catalogue of Life.